# Michael Salvatori

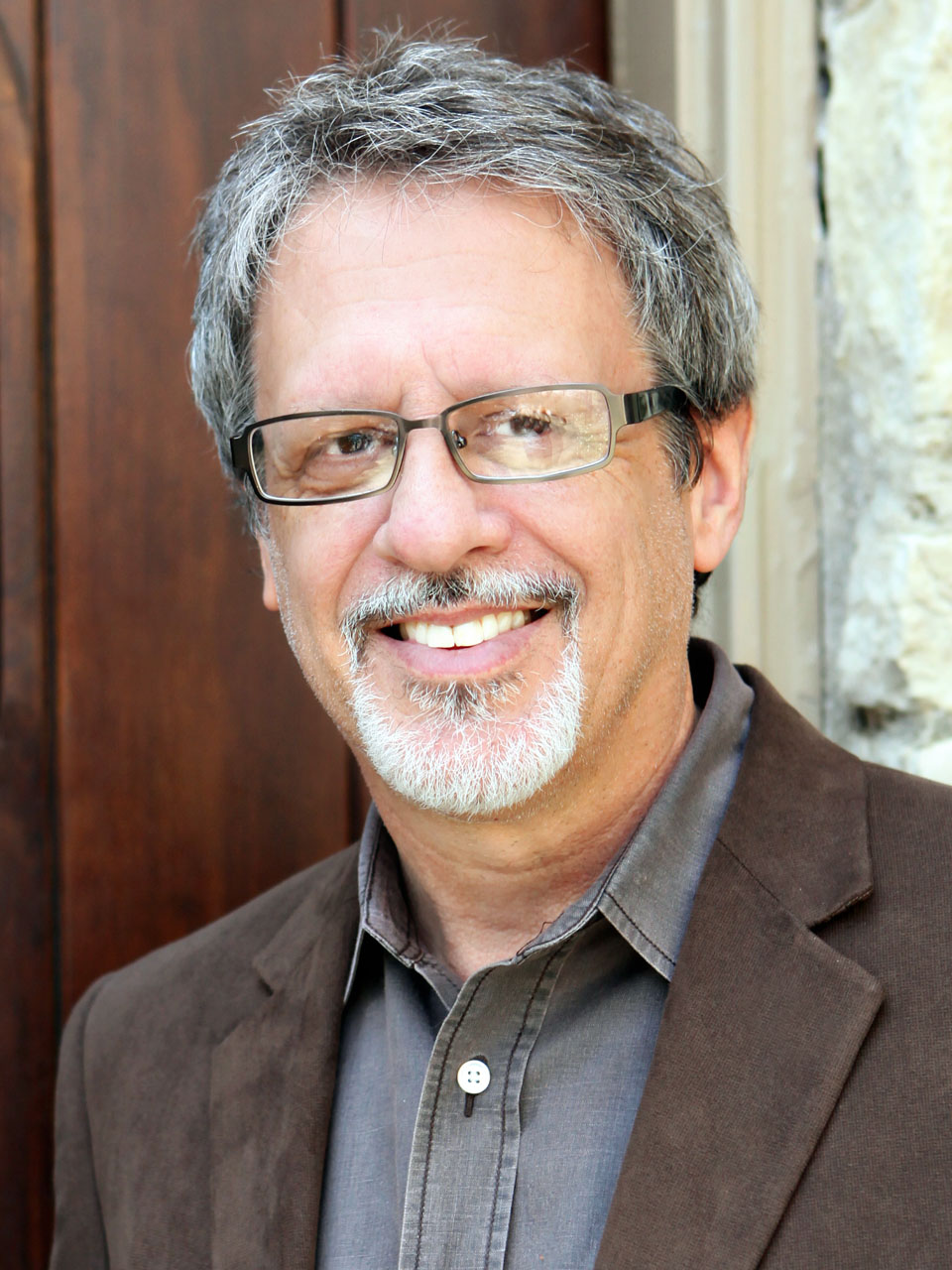
Michael Salvatori

Michael C. Salvatori (nascido em 1954) é um compositor americano mais conhecido por sua colaboração com o colega Martin O'Donnell para as trilhas sonoras da série de jogos eletrônicos Halo. Salvatori conheceu O'Donnell na faculdade; Quando O'Donnell recebeu uma oferta de trabalho para fazer a partitura para o filme de um colega, Salvatori e O'Donnell formaram uma parceria e eventualmente criaram sua própria produtora, a TotalAudio. Salvatori continuou gerenciando a TotalAudio e trabalhou em sua própria música para clientes como Disney e Wideload Games. Mais recentemente, ele compôs a trilha sonora do jogo eletrônico de 2014 Destiny e suas expansões, The Taken King (2015) e Rise of Iron (2016). Ele também compôs música para Destiny 2 (2017) e sua expansão, Forsaken (2018).

## Biografia

### Trabalhos iniciais
Salvatori escreveu música para sua própria banda de rock enquanto estava na faculdade e se tornou amigo de Martin O'Donnell. O'Donnell acabou mudando-se para Chicago depois de concluir seus estudos, e foi abordado com uma oferta de trabalho para fazer a partitura no filme de um colega. Como Salvatori tinha seu próprio estúdio de gravação, O'Donnell ofereceu-se para dividir o trabalho com ele; os dois se tornaram parceiros.
Logo depois de produzir a música para Myth II, a Bungie contratou O'Donnell para vários outros projetos dela, incluindo o jogo em terceira pessoa Oni. A Bungie queria renegociar os contratos para Oni em 1999, o que resultou na participação de O'Donnell na equipe da Bungie dez dias antes de a empresa ser comprada pela Microsoft. Salvatori ficou para trás para gerenciar o aspecto de negócios da TotalAudio, que ele continua a fazer.

### Bungie

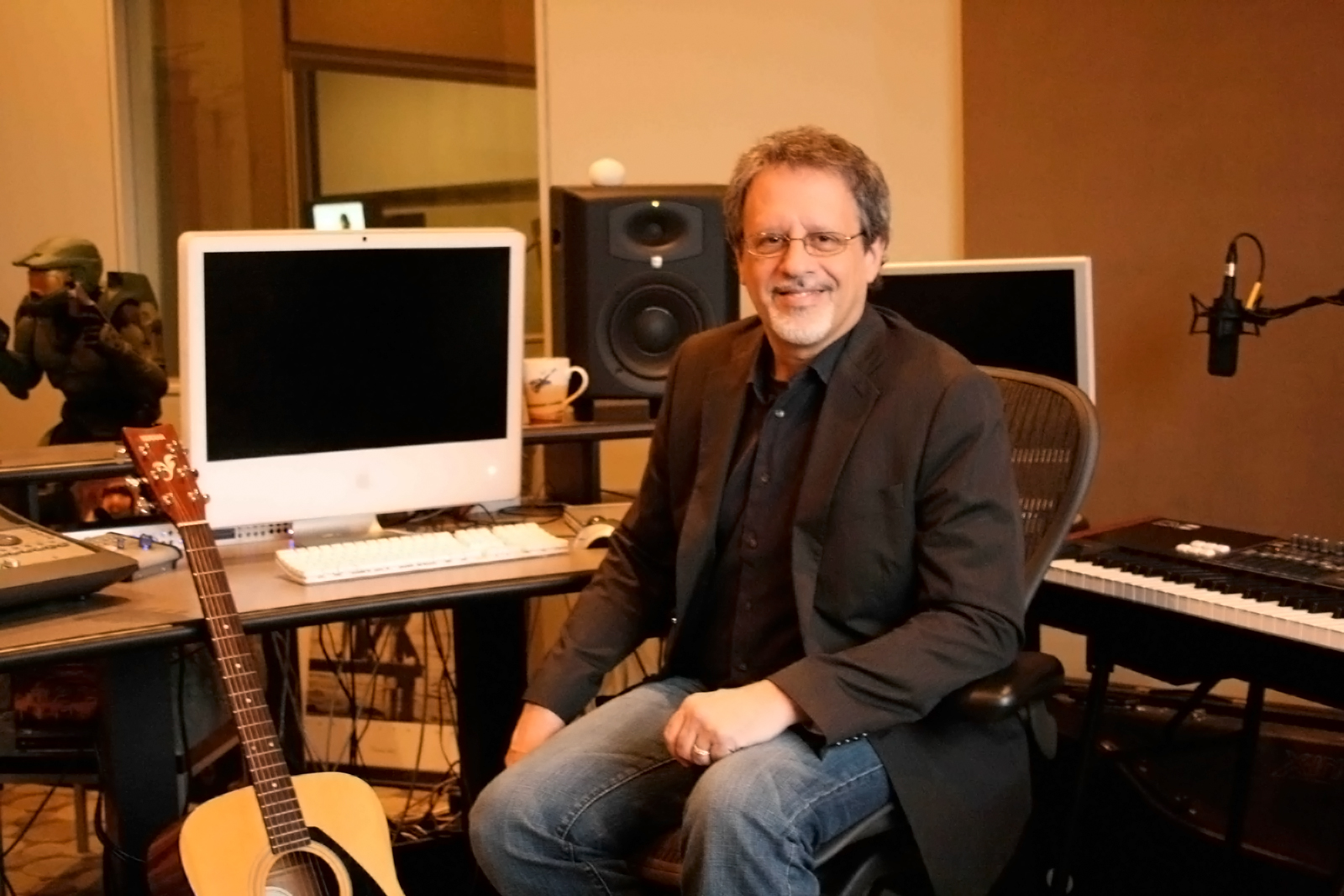
Salvatori em seu estúdio

A empresa de O'Donnell e Salvatori, TotalAudio; foi contratada para produzir a música para o próximo título da Bungie, Halo: Combat Evolved. Durante a produção, a Bungie decidiu que, em vez de contratar O'Donnell apenas para aquele trabalho, eles o contratariam. Salvatori permaneceu na TotalAudio para gerenciar o aspecto de negócios da empresa, e logo após O'Donnell se juntar à equipe, a Bungie foi comprada pela Microsoft. Salvatori co-compôs a música para as sequências Halo 2 e Halo 3 com O'Donnell, que chamou Salvatori uma de suas influências musicais.
Para a música de Halo 3: ODST, O'Donnell começou a trabalhar na elaboração dos temas do jogo antes de Salvatori se juntar à equipe em fevereiro de 2009. "Marty [O'Donnell] começou a escrever antes de mim e me enviou algumas de suas ideias". Salvatori disse. "Eu escolhi alguns que eu senti que eu poderia adicionar alguma magia, e trabalhei neles. Eu também vim com várias ideias que enviei para Marty que ele colocou as mãos." Uma vez que a dupla sentiu que tinha material suficiente, Salvatori, de Chicago, voou para a Bungie em Seattle para completar os arranjos e gravar músicos ao vivo.
No início, a equipe decidiu que, em vez de confiar nos antigos temas de Halo, ODST apresentaria músicas totalmente novas. "Foi um pouco intimidador no começo", lembrou Salvatori, "porque nos jogos anteriores de Halo, se novas ideias não surgissem, eu sempre poderia tirar o pó de um antigo e dar uma nova rodada. Eu estava com medo de atingir algum bloqueio de escritor ao longo do caminho, mas isso não aconteceu no final. Em vez disso, tivemos a liberdade de explorar algum novo território musical, e as ideias fluíram muito rapidamente". Com exceção do personagem principal, O'Donnell e Salvatori não compuseram temas para representar personagens. Enquanto o cenário do jogo na África inspirou algumas peças de percussão, o time estava interessado em uma atmosfera mais esparsa, que Salvatori descreveu como "um pouco mais sombrio e menos épico".
Salvatori co-compôs a trilha sonora do videogame de 2014, Destiny, que ganhou a Original Dramatic Score, New IP de 2014 da National Academy of Video Game Trade Reviewers (NAVGTR).
Mais recentemente, ele ajudou a escrever a trilha sonora de Destiny 2, lançada no outono americano de 2017.

### Coleções e outros trabalhos
A música de O'Donnell e Salvatori foi embalada e lançada em formatos físicos e digitais. As trilhas sonoras apresentam arranjos "congelados" que representam uma aproximação de um play-through dos jogos. A Halo Original Soundtrack vendeu mais de 40.000 cópias, e foi seguido por dois lançamentos diferentes da música para o Halo 2. Os dois volumes da Halo 2 Original Soundtrack foram produzidos por Nile Rodgers, com o primeiro álbum sendo lançado em sincronia com o videogame em 2004 e se tornou a trilha sonora mais vendida de todos os tempos. O segundo álbum foi lançado mais de um ano depois da trilha sonora ter sido mixada e masterizada. A trilha sonora de Halo 3 foi lançada em novembro de 2007, e contou com uma contribuição de fã que foi o vencedor de seleção de um conjunto de trabalhos julgados por O'Donnell, Rodgers, e outros. Todo o trabalho contemporâneo de Salvatori na série foi reempacotado como Halo Trilogy - The Complete Original Soundtracks em dezembro de 2008, junto com faixas preview escritas pelo compositor de Halo Wars, Stephen Rippy. A música para ODST foi lançada em um conjunto de dois discos em 22 de setembro de 2009.
Salvatori continua a projetar, produzir e compor sua própria música. Além de Halo e Destiny, ele atuou como líder de áudio e compositor de Stubbs the Zombie. Ele também criou a música para Disney's Guilty Party.